# 晚安，好运。
《晚安，好运》（英語：Good Night, and Good Luck.）2005年电影，乔治·克鲁尼與Grant Heslov編劇，乔治·克鲁尼导演，曾獲得奥斯卡金像奖提名。
本劇描寫了哥倫比亞廣播公司資深電台與電視記者愛德華·默羅與威斯康辛州的美國參議院參議員約瑟夫·雷芒德·麥卡錫之間的衝突。

## 角色
- 大衛·史崔森 飾演 艾德華·蒙洛，CBS電視節目《馬上看》的記者和主持人
- 飾演 佛瑞德，CBS電視節目《馬上看》 的製片人
- 小勞勃·道尼 飾演 喬(Joseph Wershba)，CBS新聞部的作家、編輯、記者
- 派翠西亞·克拉克森 飾演 雪莉(Shirley Wershba)，CBS的員工
- 法蘭克·蘭吉拉 飾演 培利，CBS的執行長
- 傑夫·丹尼爾 飾演 Sig Mickelson，CBS新聞部的導播
- 塔特·多諾萬 飾演 Jesse Zousmer
- Ray Wise 飾演 唐(Don Hollenbeck)，CBS新聞部的記者，被控告有左傾的色彩
- Helen Slayton-Hughes 飾演 Mary
- Alex Borstein 飾演 娜塔莉(Natalie)
- Thomas McCarthy 飾演 Palmer Williams
- Rose Abdoo 飾演 米麗(Mili Lerner)
- Reed Diamond 飾演 約翰(John Aaron)
- Matt Ross 飾演 艾迪(Eddie Scott)
- Grant Heslov 飾演 Don Hewitt，《馬上看》的導播
- Glenn Morshower 飾演 Colonel Anderson
- Don Creech 飾演 Colonel Jenkins
- Robert John Burke 飾演 查理(Charlie Mack)
- Robert Knepper 飾演 Don Surine
- Dianne Reeves 飾演 爵士歌手
- JD Cullum 飾演 舞台經理
- Peter Jacobson 飾演 吉米(Jimmy)
- Simon Helberg 飾演 CBS Page
- 麥卡錫(Joseph McCarthy) (影片片段) 飾演自己本身
- Liberace (影片片段) 飾演自己本身
- Roy Cohn (影片片段) 飾演自己本身
- Dwight D. Eisenhower (影片片段) 飾演自己本身

## 獎項及提名
- 奥斯卡金像奖提名：
  - 最佳影片
  - 最佳导演——
  - 最佳男主角，David Strathairn
  - 最佳原创剧本
  - 最佳艺术指导
  - 最佳摄影